# Hans-Georg Dorendorf
Hans-Georg Dorendorf est un homme politique allemand, né le 3 juillet 1942 à Halle-sur-Saale et mort le 23 novembre 1998 dans la même ville. Membre de l'Union chrétienne-démocrate d'Allemagne (CDU), il siège à la Chambre du peuple puis au Bundestag.

## Carrière
Dorendorf fréquente la Volksschule puis le Hans-Dietrich-Genscher-Gymnasium (de) à Halle-Saale. Après une formation de cuisinier, il étudie à l'École professionnelle de gastronomie et à la Handelshochschule à Leipzig, où il obtient le titre d'économiste diplômé (Diplomwirtschaftler). Il est ensuite collaborateur scientifique à l'Institut d'hygiène du district de Halle et à la Handelshochschule Leipzig. Il est embauché par l'organisme Treuhand en 1991.
Dorendorf adhère à l'Union chrétienne-démocrate d'Allemagne (CDU) en 1964. Il est élu au conseil d'administration de la ville de Halle en 1990. La même année, il siège à la dernière Chambre du peuple et au onzième Bundestag. Il est ensuite président de la CDU Halle-Ost de 1995 à sa mort.
Dorendorf est marié et père d'un enfant.